# Đảng Thai Sang Thai
Đảng Thai Sang Thai (tiếng Thái: พรรคไทยสร้างไทย, Chuyển tự Hoàng gia: Phak Thai Sang Thai, còn gọi là Đảng Người Thái Xây dựng Nước Thái) là một đảng chính trị Thái Lan, được thành lập vào năm 2021 bởi những người trước đây thuộc Đảng Vì nước Thái do Sudarat Keyuraphan lãnh đạo.
Thai Sang Thai đã giành được 6 ghế trong cuộc tổng tuyển cử Thái Lan năm 2023 và gia nhập liên minh do Đảng Tiến lên lãnh đạo. Mặc dù chiếm đa số ở Hạ viện Thái Lan, liên minh này đã bị Thượng viện do chính quyền quân sự chỉ định ngăn cản và cuối cùng tan rã. Từ chối liên minh với các đảng ủng hộ quân đội, Thai Sang Thai đã không tham gia liên minh mới và trở thành đảng đối lập. Toàn bộ nghị sĩ của Đảng Thai Sang Thai đã bỏ phiếu chống lại ứng cử viên thủ tướng Srettha Thavisin của Đảng Vì nước Thái.
Nội bộ của Đảng Thai Sang Thai xuất hiện rạn nứt khi tất cả sáu nghị sĩ của đảng đều bỏ phiếu ủng hộ Paetongtarn Shinawatra làm thủ tướng vào năm tháng 8 năm 2024. Điều này đã dẫn đến việc một số nghị sĩ của đảng bị trục xuất vì nhiều lần bỏ phiếu chống lại lập trường của đảng và công khai tham gia vào các hoạt động của đảng khác.